# Динамические искажения
Динамические искажения (TIM - Transient Intermodulation) - искажения сигнала в усилителе, проявляющиеся при резком изменении входного сигнала и из-за недостаточной скорости нарастания сигнала в усилителе. Подвид нелинейных искажений, возникающих в усилителе, охваченном глубокой отрицательной обратной связью (ООС). Следует сделать акцент на сильное влияние ООС, так как, в стационарном режиме уровень динамических искажений очень не велик, по крайней мере, значительно меньше уровня нелинейных искажений, но в усилителе, охваченном глубокой ООС, он «усиливается» на величину равную глубине обратной связи.
Проявляются так называемой "мыльностью звучания", "размазанной звуковой картиной", "зажатостью звука в высокочастотном спектре".

## Процесс возникновения искажений
Рассмотрим момент возникновения ИМИ, начиная с времени молчания, когда на вход усилителя еще не поступает сигнал, - усилитель "молчит", но поступивший на вход усилителя сигнал будет значительно выше номинального уровня, т.к. в нормальном режиме входной сигнал уменьшается ослабленным ООС выходным сигналом, и, если в усилителе не предприняты меры по повышению перегрузочной способности, входной каскад будет перегружен и может уйти в насыщение, также поведут себя и последующие каскады, которые работают в режиме максимального усиления - Ку равен внепетлевому. Спустя какое-то время, выходной сильно искаженный сигнал поступает в цепь ООС, ослабляется ей и поступает на вход усилителя, где к этому моменту того входного сигнала уже нет, и усиливается еще раз, снова попадая на выход в уже инвертированном виде. Таким образом, входной сигнал, поступивший на вход усилителя, после периода молчания, вводит усилитель в нестандартный режим генерации произвольного сигнала, которого не было во входном сигнале. При возникновении эффекта насыщения в некоторых каскадах, этот процесс может длиться довольно долго. Этот процесс оценивается временем выхода в стационарный режим. Конечно же, при поступлении периодического сигнала искаженный выходной сигнал будет вычтен из входного и разностный сигнал будет усилен, некоторым образом скомпенсировав возникающие в усилителе искажения, правда не затронув "передний фронт" или "атаку", которые, конечно же, будут искажены, и, если сигнал кратковременен появится еще хорошо слышимая генерация постороннего шумоподобного сигнала. Такой же кратковременный шум можно услышать при внезапном замирании входного сигнала. Длительность такой генерации приблизительно равна суммарной задержке в усилителе.

## Методы измерения
Динамические искажения хорошо видны на осциллографе, подключенном к выходу усилителя, нагруженного реальной нагрузкой, при подаче на вход усилителя меандра с частотой равной или близкой к верхней рабочей частоте усилителя.

## Методы снижения искажений в усилителе
Один из методов подавления динамических ИМИ - установка перед усилителем, охваченном глубокой ООС, фильтра нижних частот, призванного уменьшить скорость нарастания входного сигнала до уровня, не вызывающего значительного роста ИМИ. Или более дорогой метод - применение высокочастотных элементов, позволяющих снизить суммарную задержку усилителя и увеличить скорость нарастания выходного сигнала. Снижению ИМИ способствует введение местных обратных связей на всех каскадах усиления и многопетлевая ООС. Другой метод, и надо сказать значительно более эффективный, но значительно более дорогостоящий, это, конечно же, - повышение линейности усилителя без охвата обратной связью. Важный момент в этом направлении - это применение высоко линейных пассивных элементов (конденсаторов, резисторов, проводов и др.).

## Классность усилителя
Стоит заметить, что благодаря множеству факторов (нелинейность и разброс параметров элементов, помехи и пр.) на практике не возможно построить "идеальный" абсолютно не искажающий усилитель без ООС. Стремление к совершенству приводит к значительным трудовым и материальным затратам, которые не целесообразны при производстве массовой радиоаппаратуры, поэтому в производстве соблюдается некоторый компромисс качества и цены, оцениваемых массовым потребителем и экспертами. Для оценки уровня качества выпускаемой промышленно аппаратуры её делят на классы:
- массовая аппаратура, иногда называемая Low-End;
- массовая аппаратура, отвечающая качественным показателям Hi-Fi;
- массовая аппаратура уровня Hi-End, иногда называемая "Hi-Tech";
- профессиональная аппаратура студийного уровня качества.